# Rebecca Busi
Rebecca Busi (Bologna, 1996) è una pilota automobilistica italiana.
È la più giovane concorrente italiana ad aver completato il Rally Dakar 2022. Ha concluso il suo primo anno nel campionato mondiale di rally raid classificandosi in quarta posizione nella categoria T4 complessiva.

## Biografia
Rebecca Busi è nata a Bologna, in Italia, e ha trascorso i suoi primi anni a Camugnano. Il suo interesse per la guida è iniziato a 14 anni, influenzato dalla passione del padre per il motorsport.
Rebecca ha conseguito una laurea in Economia e Management. Successivamente si è trasferita a Barcellona per conseguire un master in International Business presso l'EAE Business School. Durante gli studi, si è anche allenata per il Rally Dakar: ogni settimana viaggiava da Barcellona all'Italia per prepararsi e allenare la sua squadra per la competizione. Suo padre, un pilota di enduro che ha partecipato a eventi come il Rally del Faraone, ha dovuto rinunciare ai suoi sogni per il Dakar a causa di una grave lesione alla gamba.

## Carriera
Il percorso di Rebecca nel mondo del motorsport è iniziato quando ha cominciato a lavorare come membro della squadra di supporto in eventi come la Baja Aragón e il Merzouga Rally in Spagna. La sua transizione da membro della crew a pilota è avvenuta durante il Rally Dakar in Arabia Saudita. Nella categoria Classic, ha guidato una Range Rover 3.9 del 1992, affiancata da Roberto Musi come copilota, dopo che quest'ultimo era rimasto senza pilota poco prima della gara. Questo fatto l'ha resa la più giovane pilota italiana a partecipare alla 44ª edizione del Dakar.
La competizione si è svolta nell'arco di due settimane, coprendo una distanza di 8.000 chilometri. Durante quella corsa, Rebecca ha incontrato Giulia Maroni, che stava partecipando alla medesima gara in chiave retro; Maroni in seguito è diventata la sua copilota per l'edizione del Dakar del 2023. Insieme a Giulia e Luciano Carcheri, ha formato una crew composta interamente da donne.
Nel mese di aprile 2023, Rebecca ha preso parte al Sonora Rally, un evento di rilievo del World Rally Raid Championship svoltosi in Messico. Ha aderito al FN Speed Team, collaborando con il nuovo copilota, Sebastien Delauney dalla Francia, nella categoria T4.

## Film
È stata scelta per interpretare Fabrizia Pons, la prima navigatrice a vincere una gara del Campionato Mondiale Rally con un equipaggio tutto al femminile, a fianco a Michèle Mouton, nel film del 2024 Race for Glory: Audi vs. Lancia, diretto da Stefano Mordini.